# Advanced Level

Simbolo dell'esame

L'Advanced Level ("livello avanzato"), ufficialmente: General Certificate of Education - Advanced Level e generalmente abbreviato in A level, è un  esame di maturità affrontato dagli studenti britannici durante gli ultimi due anni di scuola secondaria superiore e rappresenta il miglior risultato nel sistema scolastico inglese. In Scozia le scuole possono scegliere fra l'A-Level e l'equivalente scozzese, l'Advanced Higher Grade ("livello superiore avanzato").

## Storia
L'esame di A-level è stato introdotto nel 1951. Molte università richiedevano determinati voti di A-level per ammettere i candidati. 
Le modificazioni più recenti sono avvenute nel 2000, con l'introduzione del cosiddetto Curriculum 2000 che ha distinto due fasi dell'esame: gli esami AS (Advanced Subsidiary) e gli esami A2, che vengono affrontati a distanza di un anno, rispettivamente dopo dodici e tredici anni di scuola.
L'A-level serve spesso come requisito per entrare all'università. Talvolta sono richiesti anche esami supplementari, come per le Università di Oxford e Cambridge.

## Funzionamento
Dopo l'introduzione del Curriculum 2000 un A-Level richiede sei crediti da ottenere in due anni: normalmente, tre crediti vengono ottenuti alla fine del primo anno e danno diritto ad un diploma: l'AS-Level. Altri tre moduli sono ottenuti l'anno successivo e danno l'A2. I crediti dell'A2 non costituiscono tuttavia un diploma da soli: bisogna ottenere i crediti dell'AS e dell'A2 nella stessa materia per ottenere un A-Level completo. 
Gli studenti inglesi negli ultimi due anni di scuola normalmente seguono tre o quattro materie d'insegnamento, che possono essere scelte liberamente. 
Gli A-levels sono indicati con voti in lettere da A ad E, e in caso di insufficienza con un voto speciale: U (che significa Unclassified: non classificato o Ungraded: senza voto).
| Voto | Definizione   | Percentuale di risultati corretti |  |
| A*   | Outstanding   | 90–100 %                          |  |
| A    | Amazing       | 80–89 %                           |  |
| B    | Above average | 70–79 %                           |  |
| C    | Average       | 60–69 %                           |  |
| D    | Below average | 50–59 %                           |  |
| E    | Poor          | 40–49 %                           |  |
| U    | unclassified  | 0–39 %                            |  |

Il numero di A-levels ottenuti dagli studenti è variabile. La prassi più comune è di studiare quattro materie per l'AS-Level e di affrontarne solo tre per l'A2, anche se molti allievi continuano a studiare anche la quarta materia.
Tre A-Level è in generale il requisito minimo per entrare all'università; in qualche caso è richiesto anche un quarto AS.
Alcuni studenti ottengono cinque A-levels o più:
- Coloro che portano all'esame lingue che parlano già correntemente.
- Quelli che portano più materie scientifiche, i cui programmi si sovrappongono parzialmente.

## Critiche
La principale critica a questo tipo di esame è che non diversifica le conoscenze, bensì permette di studiare solo tre o quattro materie. Inoltre si osserva che queste materie sono generalmente scelte in un'unica area d'insegnamento, scientifica, linguistica o artistica, anziché a cavallo delle diverse aree, anche se non è vietato. In realtà la scelta di materie "vicine" è dovuto al fatto che gli esami di accesso all'università richiedono spesso gli A-levels in materie collegate.

## Nel Commonwealth
Esami con lo stesso nome possono essere affrontati in alcuni paesi del Commonwealth fra i quali: Cipro, Hong Kong, Singapore, il Sudafrica, Maurizio e Malta, ma questi esami sono diversi nella forma e nei contenuti dall'A-level della Gran Bretagna.
Tuttavia, il fatto che questo esame sia conosciuto ovunque fa sì che si possa sostenere l'esame nelle scuole internazionali di tutto il mondo. L'esame può essere sostenuto anche nei consolati britannici nei diversi paesi. 
L'Università di Cambridge gestisce l'organizzazione degli esami CIE (Cambridge International Examinations) che rappresentano in tutto il mondo una versione internazionale dell'A-level, il cui nome è International A-level e la cui struttura ed i cui contenuti differiscono da quelli della versione britannica.